# Церква Архистратига Михаїла (Монреаль)
Церква святого Архистратига Михаїла — культова споруда, перша Українська Греко-Католицька церква у Східній Канаді і одна з головних українських церков у місті Монреаль (Квебек, Канада).

## Розташування
Храм знаходиться на розі вулиць  Ібервіль i Хочелага. До церкви можна добратися на метро (зелена гілка: станція Frontenac) та на 94-му автобусі (південний напрямок: Sud) який робить зупинку прямо перед церквою (arrêt D'iberville/Hochelaga [Архівовано 9 січня 2022 у Wayback Machine.]). При церкві знаходиться невеличка стоянка для машин.

## Історія

### Створення Парафії
Ініціатором створення парохії св.Архистратига Михаїла був Митрополит Андрей Шептицький, який приїхав на Євхаристійний Конгрес в Монреалі у вересні 1910 р. Він зробив промову перед громадою з балкону будинку на вулиці Florian (в той час називалася Brown) та доручив Казимиру Іванові Мервіцькому зібрати збори  для створення парохіяльної громади.  На других зборах вибрали Перший Церковний комітет на чолі з Іваном Зьолковським. Громада офіційно назвала себе «Греко‐католицька руська церква св. Михаїла». 
Першим парохом 21  вересня 1911 року став о. д‐р Кирило Єрмій, який прийняв цей пост на доручення Андрея Шептицького. 